# Hököpinge sockerfabrik

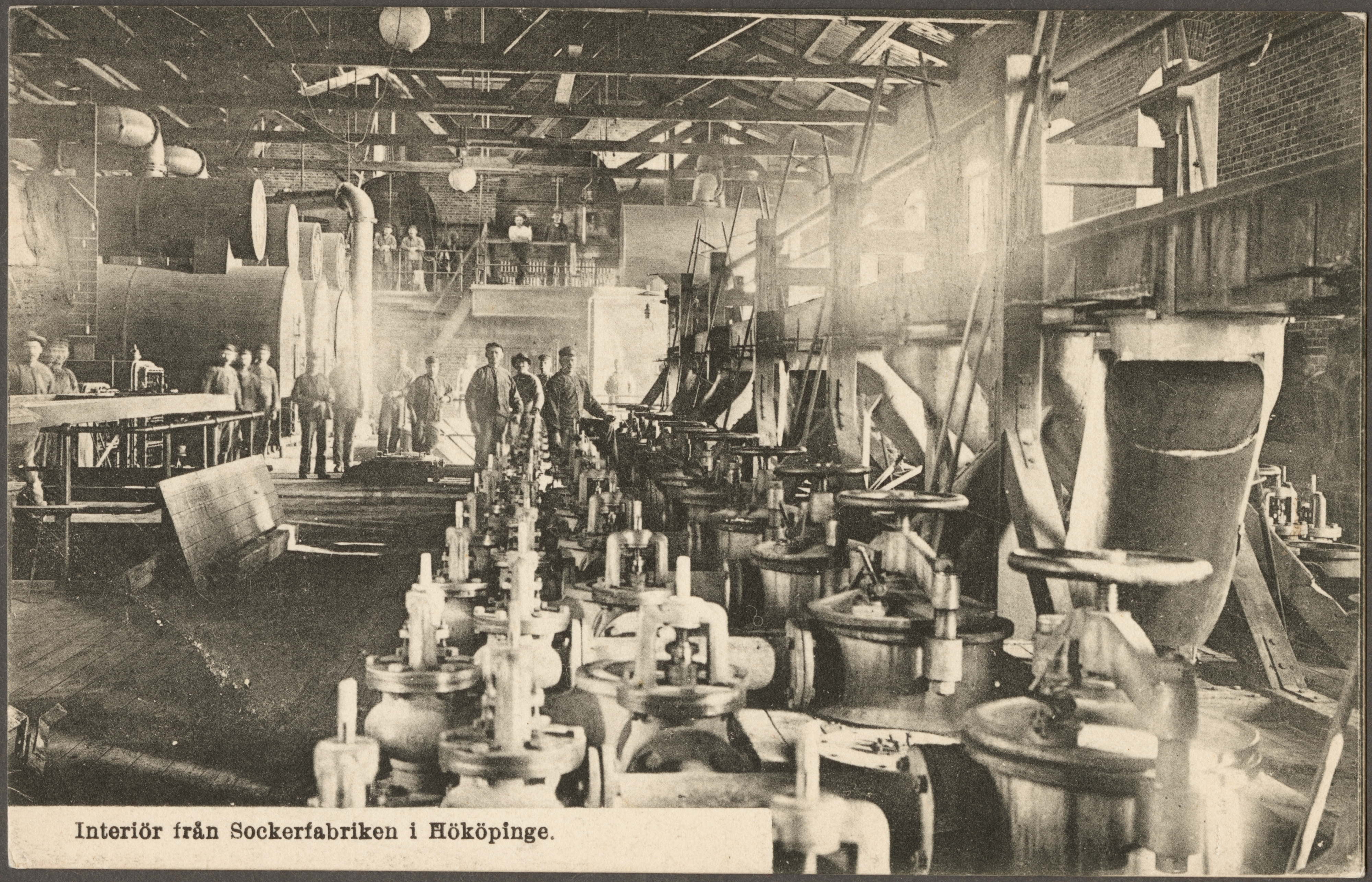
Hököpinge sockerfabrik, interiör.

Hököpinge sockerfabrik var ett råsockerbruk i drift från betkampanjen 1892/1893 till betkampanjen 1967/1968.

## Historia
År 1890 hölls ett möte i Vellinge där det diskuterades att anlägga ett råsockerbruk. Hököpinge, Håslöv och Vellinge angavs som lämpliga platser. I februari 1891 bildades Hököpinge sockerfabriks aktiebolag. Sockerfabriken stod färdig hösten 1892. 
Fabriken hade år 1893 13 ångmaskiner och 7 ångpannor. Den genomgick ombyggnader åren 1894, 1895, 1896 och 1898 och  år 1901 hade fabriken 19 ångmaskiner och 12 ångpannor. År 1921 hade fabriken 27 diffusörer på vardera 4 kubikmeter, 18 st maischar och 11 st centrifuger. År 1924 byggdes fabriken om till 20 st diffusörer om vardera 8 kubikmeter. 
Fabriken bestod av flera byggnader. Huvudbyggnaden hade en längd av 100 meter. Fabriken hade redan från början spåranslutning till Hököpinge station. Under fabrikens storhetstid förädlades 166 000 ton betor om året från omkring 800 odlare i sydvästra Skåne till 29 000 ton råsocker, som skickades till raffinering på Arlövs sockerbruk.
| Titel          | Namn           | Bostadsort |
| -------------- | -------------- | ---------- |
| Bankir         | Louis Fraenkel | Stockholm  |
| Ingenjör       | Gutaf Ekman    | Stockholm  |
| Landskamrerare | P.A.H. Cavalli | Malmö      |

### Antalet arbetare
År 1895 hade fabriken 320 arbetare under betkampanjen. År 1912 hade fabriken 262 kampanjarbetare samt 66 årsanställda. 
| Juni 1929 | Juni 1946 | November 1929 | November 1946 |
| --------- | --------- | ------------- | ------------- |
| 48        | 60        | 274           | 261           |

### Vågstationer
År 1892 fanns vågstationer i Håslöv, Vellinge, Tygelsjö och Vintrie.

### Betkampanjer
| År                | Avverkade betor ton | Kampanjens längd dygn | betareal ha   | Råsockerutbyte i % | Betornas sockerhalt i % |
| ----------------- | ------------------- | --------------------- | ------------- | ------------------ | ----------------------- |
| 1893/94 - 1898/99 | 28 725 - 48 320     | 66-118                |               | 11,42-13,03        | 14,9-15,8               |
| 1921/22 - 1925/26 | 44 292 - 69 050     | 43-67                 | 1 516 - 1 693 | 15,88-16,71        | 17,31-18,38             |
| 1930/31 - 1933/34 | 53 923 - 96 576     |                       | 1 875 - 2 480 | 15,77-16,93        | 17,22-18,59             |

Efter nedläggningen hyrdes fabrikslokalerna ut till andra verksamheter och i 
det gamla huvudkontoret hade tecknaren Per Åhlin sin studio. År 2005 övertogs området av HSB. Den 36 meter höga skorstenen revs år 2009 och några av lokalerna omvandlades till bostäder.